# Раймонд Момменс
Раймонд Момменс (нід. Raymond Mommens, нар. 27 грудня 1958, Леббеке) — бельгійський футболіст, що грав на позиції півзахисника. По завершенні ігрової кар'єри — футбольний тренер.
Виступав, зокрема, за клуби «Локерен» та «Шарлеруа», а також національну збірну Бельгії.

## Клубна кар'єра
У дорослому футболі дебютував 1975 року виступами за команду клубу «Локерен», в якій провів одинадцять сезонів, взявши участь у 306 матчах чемпіонату. Більшість часу, проведеного у складі «Локерена», був основним гравцем команди.
У 1986 році перейшов до клубу «Шарлеруа», за який відіграв 11 сезонів. Граючи у складі «Шарлеруа» також здебільшого виходив на поле в основному складі команди. Завершив професійну кар'єру футболіста виступами за команду «Шарлеруа» у 1997 році.

## Виступи за збірну
У 1977 році дебютував в офіційних матчах у складі національної збірної Бельгії. Протягом кар'єри у національній команді, яка тривала 12 років, провів у формі головної команди країни лише 18 матчів.
У складі збірної був учасником чемпіонату Європи 1980 року в Італії, де разом з командою здобув «срібло», чемпіонату світу 1982 року в Іспанії, чемпіонату Європи 1984 року у Франції, чемпіонату світу 1986 року у Мексиці.

## Кар'єра тренера
Розпочав тренерську кар'єру невдовзі по завершенні кар'єри гравця, 1999 року, очоливши тренерський штаб клубу «Шарлеруа». Наразі досвід тренерської роботи обмежується цим клубом.

## Титули і досягнення
- Чемпіон Європи (U-18): 1977
- Віце-чемпіон Європи: 1980